# Прайор-Лейк (Міннесота)
Прайор-Лейк (англ. Prior Lake) — місто (англ. city) в США, в окрузі Скотт штату Міннесота. Населення — 27 617 осіб (2020).

## Географія
Прайор-Лейк розташований за координатами 44°43′32″ пн. ш. 93°26′27″ зх. д. / 44.72556° пн. ш. 93.44083° зх. д. (44.725594, -93.440877).  За даними Бюро перепису населення США в 2010 році місто мало площу 47,47 км², з яких 39,99 км² — суходіл та 7,48 км² — водойми.

## Демографія
Згідно з переписом 2010 року, у місті мешкало 22 796 осіб у 8447 домогосподарствах у складі 6211 родини. Густота населення становила 480 осіб/км².  Було 8882 помешкання (187/км²).
Расовий склад населення:
| - 91,0 % — білих - 3,0 % — азіатів - 1,6 % — корінних американців - 1,5 % — чорних або афроамериканців |

До двох чи більше рас належало 2,4 %. Частка іспаномовних становила 2,1 % від усіх жителів.
За віковим діапазоном населення розподілялося таким чином: 28,6 % — особи молодші 18 років, 62,1 % — особи у віці 18—64 років, 9,3 % — особи у віці 65 років та старші. Медіана віку мешканця становила 37,8 року. На 100 осіб жіночої статі у місті припадало 98,7 чоловіків;  на 100 жінок у віці від 18 років та старших — 97,4 чоловіків також старших 18 років.
Середній дохід на одне домашнє господарство  становив 111 484 долари США (медіана — 96 405), а середній дохід на одну сім'ю — 125 259 доларів (медіана — 106 391). Медіана доходів становила 67 238 доларів для чоловіків та 55 951 долар для жінок. За межею бідності перебувало 7,0 % осіб, у тому числі 8,8 % дітей у віці до 18 років та 10,8 % осіб у віці 65 років та старших.
Цивільне працевлаштоване населення становило 12 720 осіб. Основні галузі зайнятості: освіта, охорона здоров'я та соціальна допомога — 17,1 %, виробництво — 14,0 %, мистецтво, розваги та відпочинок — 13,1 %.